# Marcel Flückiger
Marcel Flückiger (Bern, 20 juni 1929 - 27 november 2010) was een Zwitsers voetballer die speelde als verdediger.

## Carrière
Flückiger speelde gedurende heel zijn carrière voor Young Boys Bern, hij werd met hen vier keer op rij landskampioen en won twee bekers.
Hij speelde zes of vier interlands voor Zwitserland waarin hij niet kon scoren. Hij nam met de Zwitserse ploeg deel aan het WK voetbal 1954 in eigen land.

## Erelijst
- Young Boys Bern
  - Landskampioen: 1957, 1958, 1959, 1960
  - Zwitserse voetbalbeker: 1953, 1958